# Branford Boase Award
Il Branford Boase Award è un riconoscimento letterario britannico attribuito al miglior libro per ragazzi di autore esordiente.
Istituito per onorare la memoria dell'editore Wendy Boase e della scrittrice di libri per ragazzi Henrietta Branford (morti entrambi di cancro nel 1999), riconosce al vincitore un premio di 1000 sterline e una placca intarsiata in argento realizzata a mano.

## Albo d'oro[3]
- 2000: Katherine Roberts – Song Quest
- 2001: Marcus Sedgwick – Floodland
- 2002: Sally Prue – Tom sangue freddo (Cold Tom)
- 2003: Kevin Brooks – Martyn Pig
- 2004: Mal Peet – Il campione (Keeper)
- 2005: Meg Rosoff – Come vivo ora (How I live now)
- 2006: Frances Hardinge – Volo nella notte (Fly by night)
- 2007: Siobhan Dowd – Le rose di Shell
- 2008: Jenny Downham – Voglio vivere prima di morire
- 2009: Bridget Collins – The Traitor Game
- 2010: Lucy Christopher – Stolen
- 2011: Jason Wallace – Out of Shadows
- 2012: Annabel Pitcher – Una stella tra i rami del melo[4]
- 2013:	Dave Shelton – A Boy and a Bear in a Boat
- 2014:	C.J Flood – Infinite Sky
- 2015:	Rosie Powell – Leopold Blue
- 2016:	Horatio Clare – Aubrey and the Terrible Yoot
- 2017: M. G. Leonard – Il ragazzo degli scarabei
- 2018:	Mitch Johnson – Kick
- 2019: Muhammad Khan - I Am Thunder[5]
- 2020: Liz Hyder - Bearmouth[6]
- 2021: Struan Murray - Orphans of the Tide[7]
- 2022: Maisie Chan - Danny Chung Does Not Do Maths[8]
- 2023: Christine Pillainayagam - Ellie Pillai is Brown[9]
- 2024: Nathanael Lessore - Steady For This[10]
- 2025: Margaret McDonald - Glasgow Boys[11]